# Schönleitenschrofen
Der Schönleitenschrofen ist ein felsiger Gipfel in den Ammergauer Alpen. Er erreicht 1706 m ü. NHN, nach anderen Quellen 1703 m ü. NHN.

## Gipfel
Der Gipfel ist von Westen unschwierig über einen steilen schrofigen Grat zu erreichen. Bei nassen Witterungsbedingungen ist im Gipfelbereich Vorsicht geboten. Der Ausblick reicht weit über das Allgäu. Nach Norden und Süden fällt der Berg in steilen Felswänden ab.